# Боклер, Обри, 6-й герцог Сент-Олбанс
Обри Боклер (англ. Aubrey Beauclerk; 21 августа 1765 — 12 августа 1815, Лондон, Великобритания) — английский аристократ, 6-й герцог Сент-Олбанс, 6-й граф Бёрфорд, 6-й барон Хеддингтон и 3-й барон Вер из Хэмворта с 1802 года (до этого носил титул учтивости граф Бёрфорд). Старший сын Обри Боклера, 6-го герцога Сент-Олбанса, и Кэтрин Понсонби. Служил в гвардии, поднявшись до чина полковника (1789), заседал в Палате общин как депутат от Кингстон-апон-Халла в 1790—1796 годах. После смерти отца занял его место в Палате лордов.
Боклер был женат дважды: на Джейн Мозес (дочери Джона Мозеса и Маргарет Кейв) и на Луизе Меннерс (дочери Джона Меннерса и Луизы Толлемаш). В первом браке родилась дочь Мэри (1791—1845), жена Джорджа Ковентри, 8-го графа Ковентри, во втором — сын Обри (1815—1816), 7-й герцог Сент-Олбанс. После смерти последнего семейные титулы перешли к брату Обри-отца Уильяму.